# Campo-Formio (stanice metra v Paříži)
Campo-Formio je nepřestupní stanice pařížského metra na lince 5 ve 13. obvodu v Paříži. Nachází se pod Boulevardem de l'Hôpital, pod kterým vede linka 5, u křižovatky s ulicí Rue de Campo-Formio.

## Historie
Stanice byla otevřena 6. června 1906 jako součást prvního úseku linky ze stanice Place d'Italie do stanice Gare d'Austerlitz, která se tehdy jmenovala Gare d'Orléans.
V létě 2007 sloužila stanice byla dočasná konečná linky 5 při uzavření nástupišť na Place d'Italie kvůli rekonstrukci smyčky.

## Název
Jméno stanice je odvozeno od názvu ulice Rue de Campo-Formio. Campoformido (starší název zní Campo Formio) je italské město v regionu Furlansko-Julské Benátsko, kde v roce 1797 došlo k podpisu mírové smlouvy mezi Napoleonem a Rakouskem. Francie na jejím základě získala Belgii, část levého břehu Rýna a Jónské ostrovy.

## Vstupy
Jediný vstup do stanice se nachází na Boulevardu de l'Hôpital.